# Idrofobia (paura)
L'idrofobia, chiamata anche aquafobia, è l'avversione anomala e ossessiva per i liquidi, in particolare l'acqua.
Non va confusa con la talassofobia (paura del mare) che invece è la paura esclusiva di specchi d'acqua molto profondi (il mare, laghi o piscine) e di quello che possono nascondere al loro interno. 

## Descrizione
Per la psichiatria l'idrofobia designa la paura dell'acqua o del nuoto. È comune la forma moderata, che consiste nella paura di acque profonde in generale, ma anche dell'annegamento.
Una delle principali cause di questo tipo di fobia è sicuramente un trauma subito generalmente da piccoli con i liquidi. La maggioranza degli idrofobici non è in grado di nuotare e nei casi più gravi non riesce nemmeno a mettere la testa sott'acqua anche per brevissimi periodi. In certi casi l'individuo ha paura o fastidio di bagnarsi anche leggermente i vestiti, ad esempio con la pioggia o le pozzanghere (in questo caso il timore si estende al fango, percepito come sporco o per altri motivi). Nel caso del timore di bere acqua, si tratta probabilmente di timore della contaminazione, quindi misofobia e rupofobia, più che idrofobia.